# Éclipse solaire du 20 mars 2015
L'éclipse solaire du 20 mars 2015 est une éclipse solaire totale.
C'est, au XXIe siècle, la neuvième éclipse totale et le onzième passage de l’ombre de la Lune sur Terre.

## Visibilité

Parcours de l’éclipse sur la Terre.

Sa trajectoire est passée sur les îles Féroé entre l’Islande et l'Écosse ainsi que sur le Svalbard où elle a été visible au Soleil couchant. Le point où l’éclipse totale a été à son maximum se trouve à environ 200 km à l’est des côtes islandaises (longitude : 6° 39,0 W - latitude : 64° 26,3 N),. Le point de plus longue durée était décalé par rapport au point du maximum.
Sur la terre ferme, l'éclipse totale a été visible de Torshavn, capitale des îles Féroé, malgré des nuages, et à Longyearbyen, au Svalbard (proche de la ligne de centralité), sous un ciel clair.
Depuis les airs, l'éclipse a été observée à près de 14 000 mètres d'altitude à bord de 3 Dassault Falcon 7X affrétés par la compagnie Amjet Executive SA pour accueillir scientifiques et passionnés.

## Une éclipse solaire particulière
Une curiosité s'est produite lors de cette éclipse : la bande du passage de l'ombre de la Lune était presque centrée sur le pôle Nord. De plus, elle a eu lieu le jour même de l'équinoxe, celle-ci se produisant presque exactement 13 heures après le maximum de l'éclipse.
L'éclipse s'achevant au niveau du pôle, elle a eu lieu dans cette zone alors que le Soleil était juste à l'horizon.

## Éclipse solaire partielle

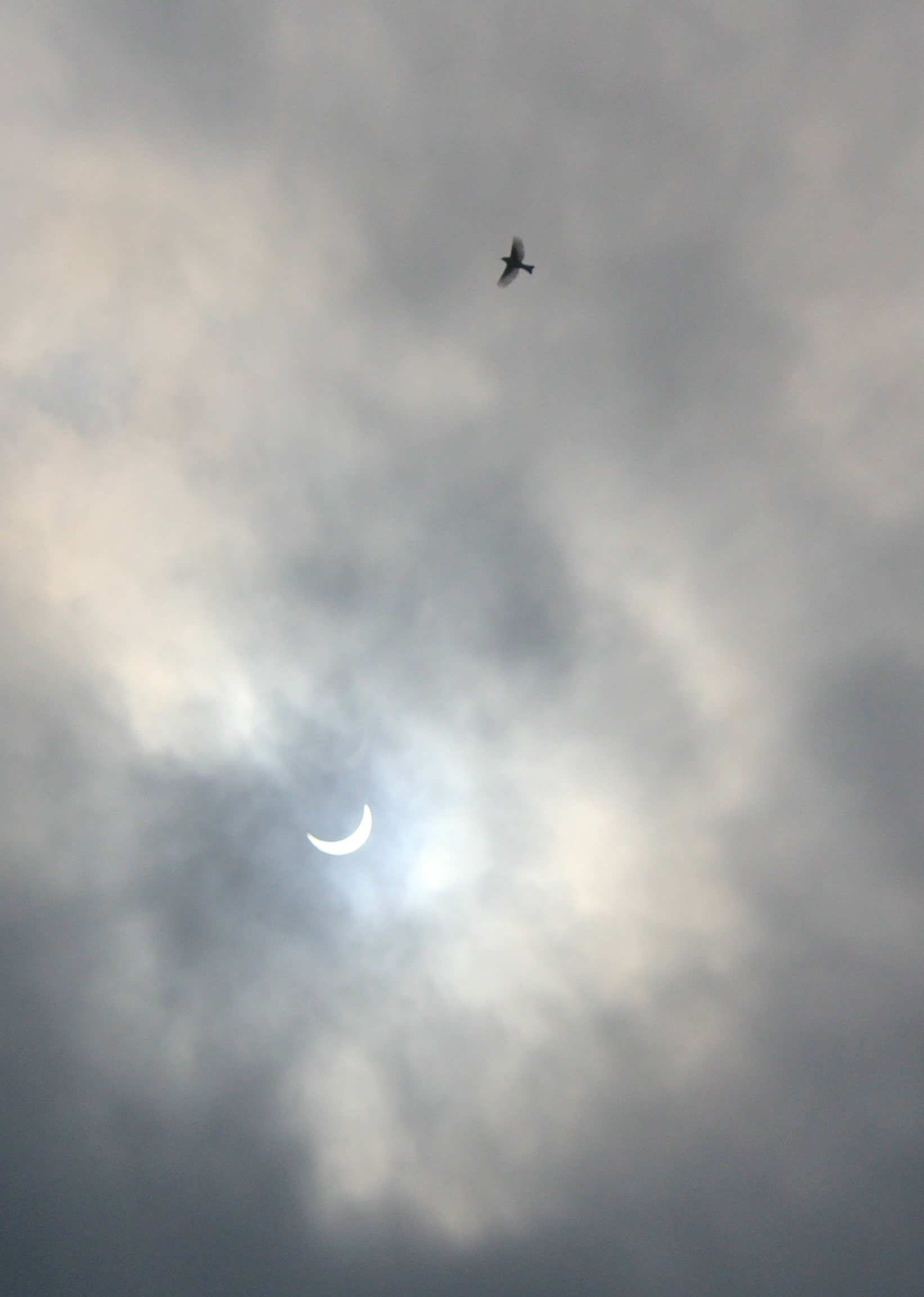
L'éclipse proche de son maximum à Lorient, France, (UTC).

La phase partielle a été visible dans toute l'Europe là où les conditions climatiques le permettaient. 

En France, le Soleil a été éclipsé partiellement (à l'Est plus faiblement) de Marseille à 10 h 23 (64,5 %), à Lyon à 10 h 27 (70 %) et Strasbourg à 10 h 35 (72,5 %) ; (à l'Ouest plus prononcé) de Bordeaux à 10 h 19 (73 %), à Rennes à 10 h 23 (80 %) et Lille à 10 h 32 (80,5 %) ; le maximum dans la Manche à 10 h 26 (81 %) ; à Paris (74 %).

## Absence de moyens d'observation directe dans les établissements scolaires de France
Le ministère de l'Éducation nationale a diffusé une information recommandant de ne pas laisser les enfants observer l'éclipse en dehors de sessions pédagogiques encadrées par les enseignants. Ainsi, faute de moyens d'observation directe (lunettes), de nombreux établissements scolaires de France n'ont pas laissé les élèves et le personnel sortir des bâtiments pour observer l'éclipse. Celle-ci se déroulant durant la récréation, certaines écoles n'ont pas laissé leurs élèves observer le phénomène et ont même supprimé les récréations.[réf. nécessaire]
Hervé Dole, astrophysicien, professeur à l’université Paris-Sud, directeur adjoint de l’Institut d’astrophysique spatiale et conseiller municipal d’Orsay a fermement critiqué cette situation, la considérant comme une absurdité empêchant les élèves d'assister à un phénomène rare et observable en toute sécurité. Thierry Klein, fondateur de Speechi, qualifie cette situation d'« aberration » et considère qu'elle « va à l'encontre des valeurs prônées par l'Éducation nationale. ».
En l'absence de moyens d'observation directe, il était cependant possible de regarder une image du Soleil éclipsé, projetée à travers un simple sténopé, réalisé avec des moyens disponibles dans toute école (des cartons légers et une pointe de compas), sans prendre le risque de regarder directement l'astre. L'académie de Toulouse a diffusé un dossier pédagogique destiné aux écoles et aux collèges, expliquant comment réaliser ce type d'observation.

## Galerie

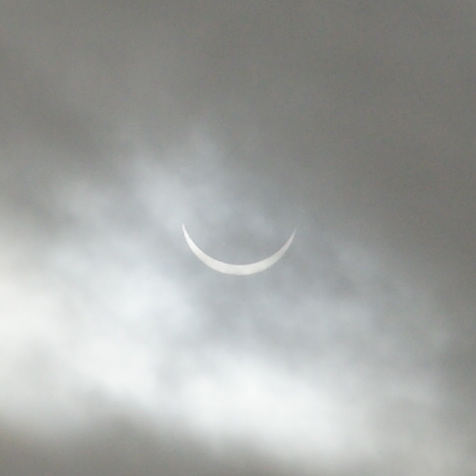
Chester-le-Street (Royaume-Uni) 9 h 7 UTC.
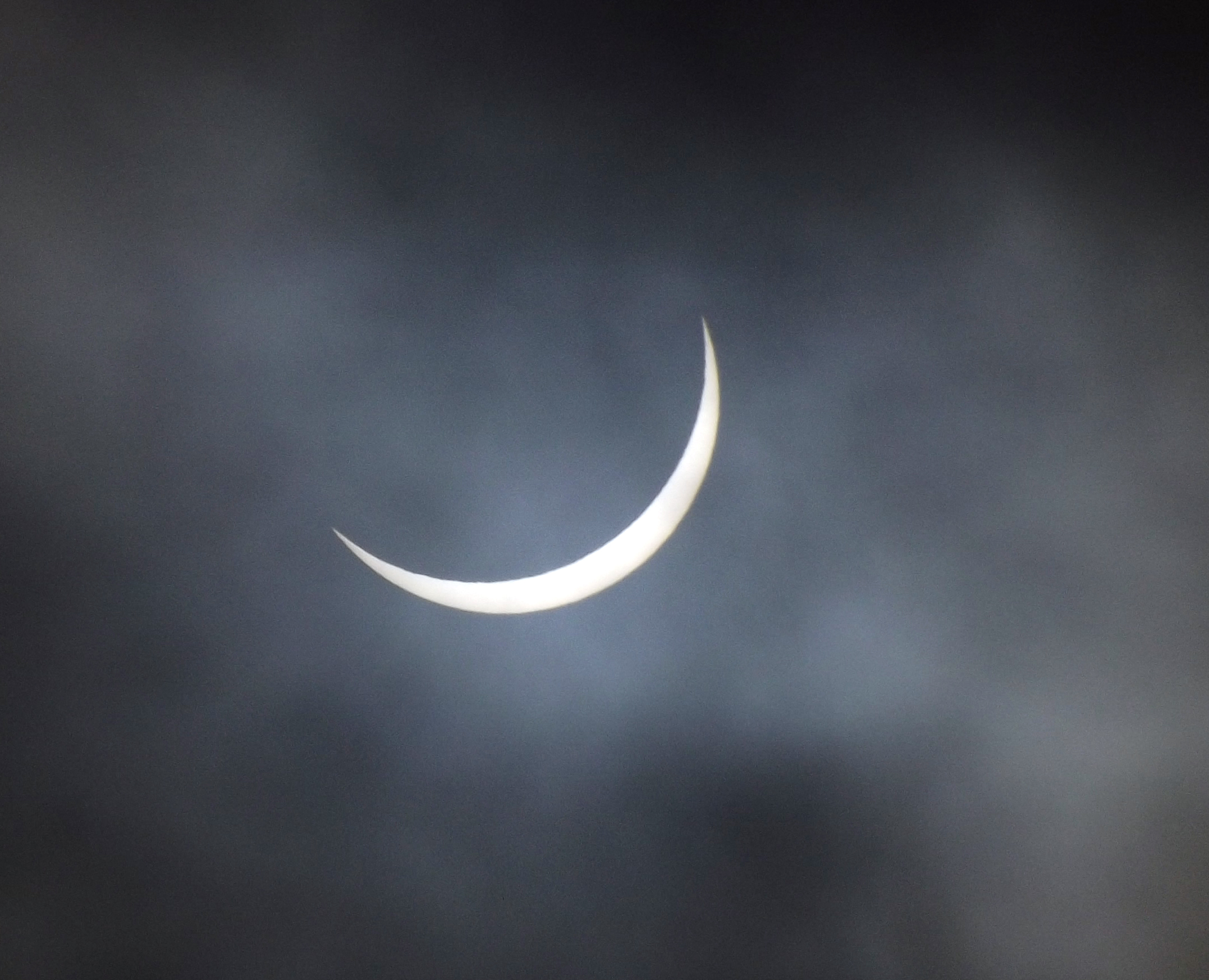
Dublin (Irlande) 9 h 30 UTC.
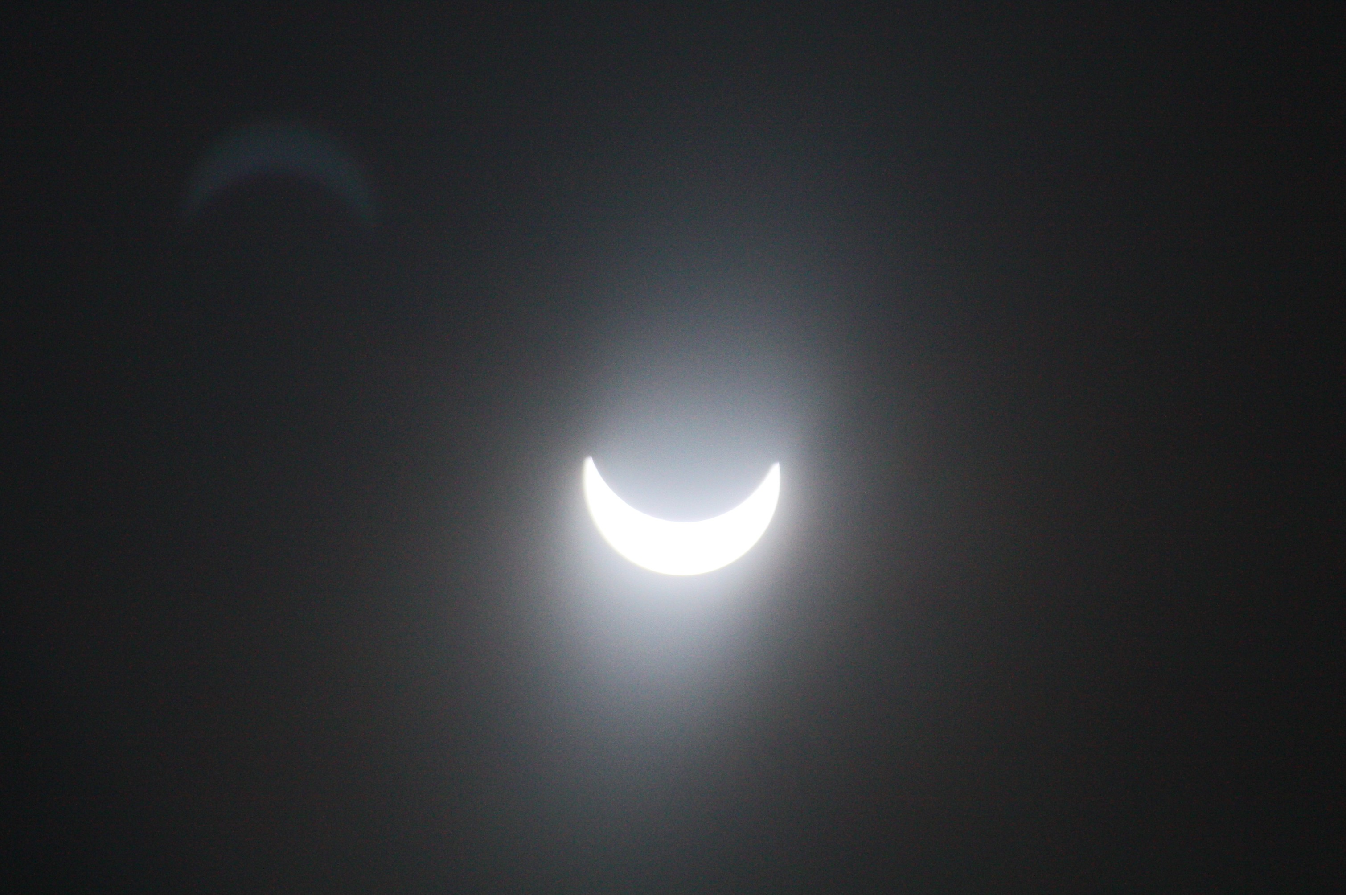
Markt Schwaben (Allemagne) 9 h 38 UTC.
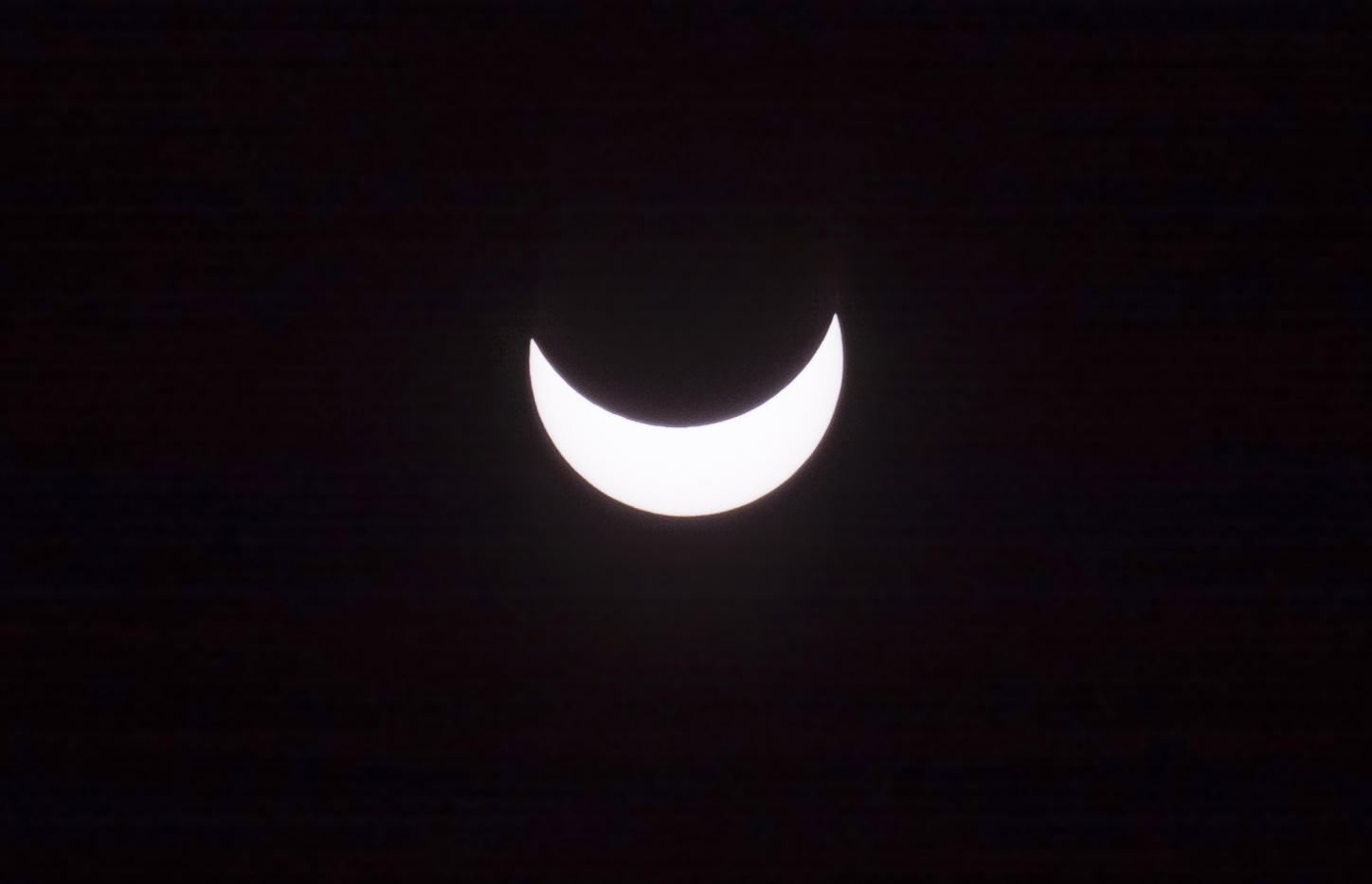
Kłodzko (Pologne) 10 h 54 (9 h 54 UTC).
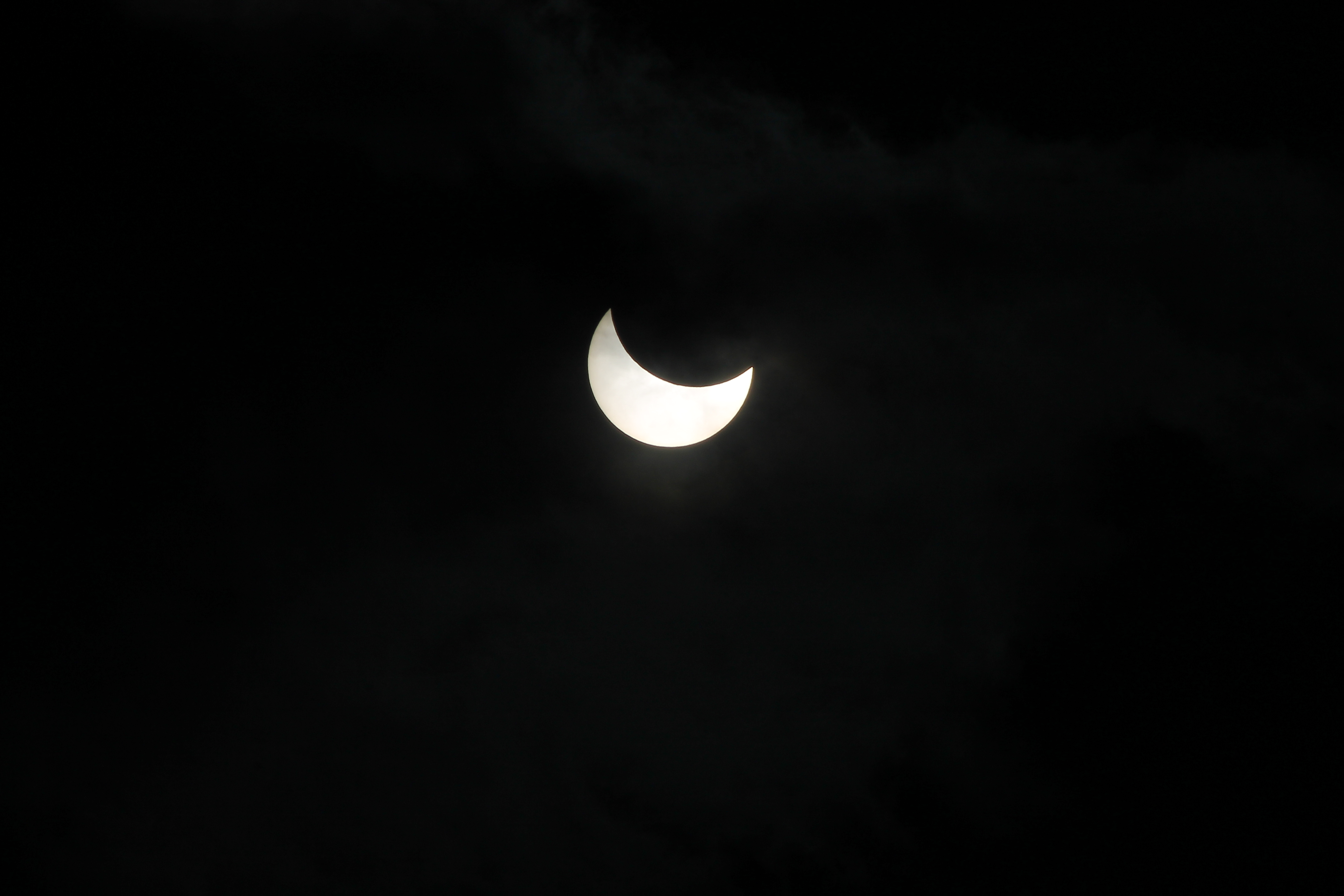
Kiev (Ukraine) 12 h 28 (10 h 28 UTC).
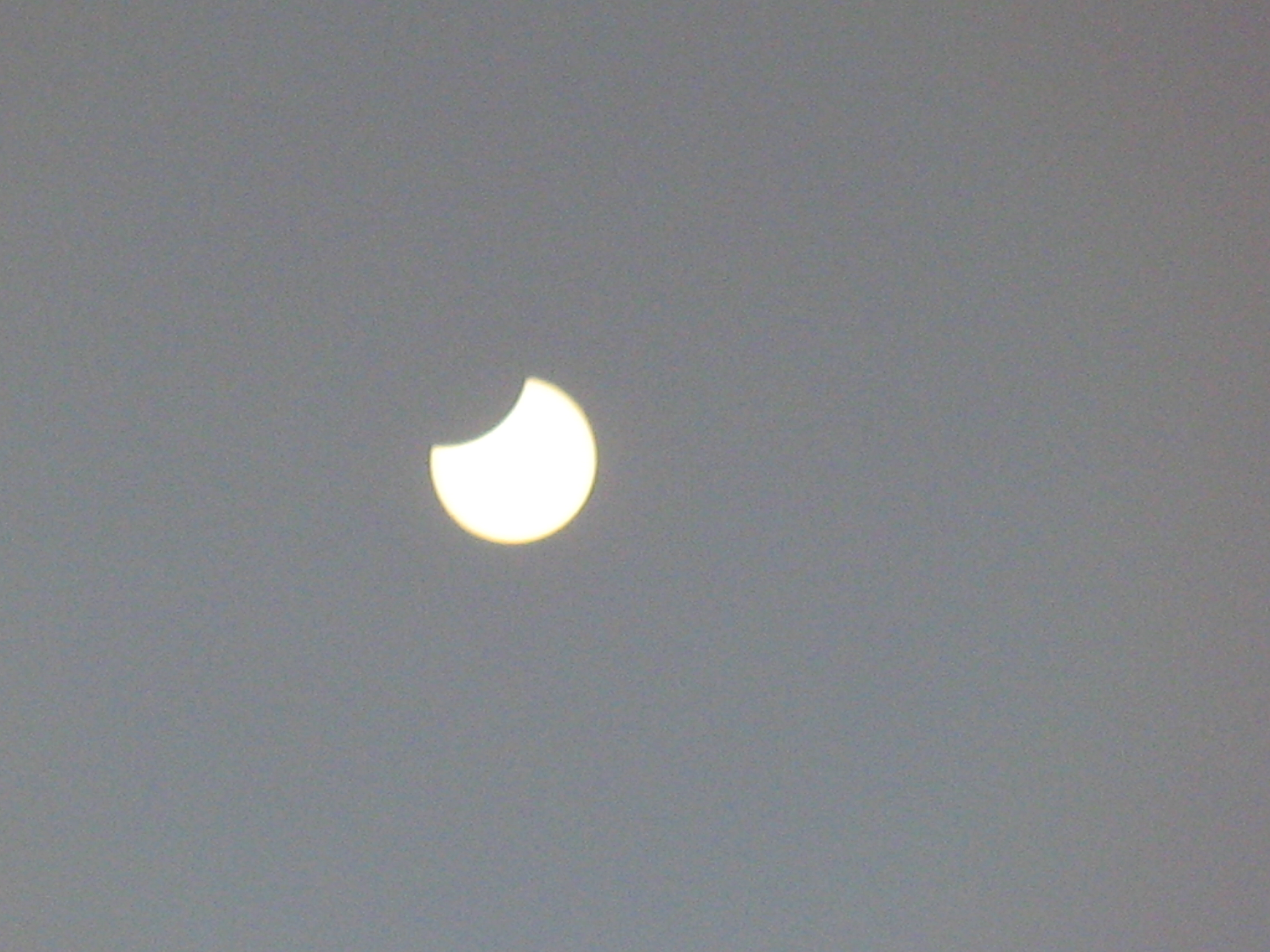
Ulcinj (Monténégro) 11 h 34 (10 h 34 UTC).
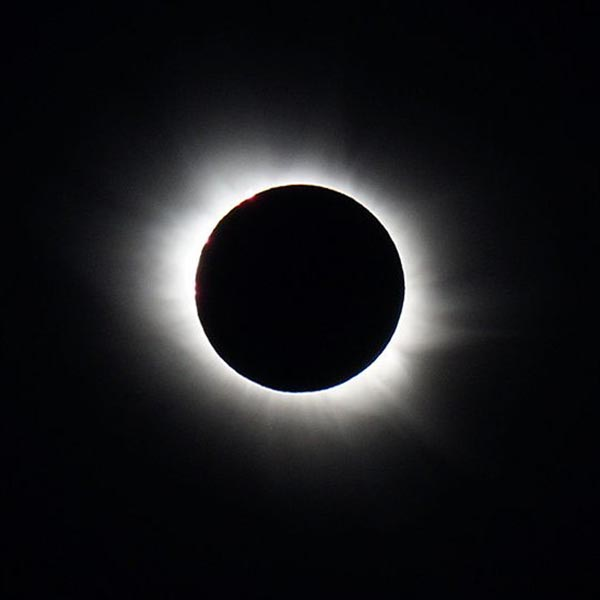
Longyearbyen, Spitsberg.